# هاري بوردن
هاري بوردن (بالإنجليزية: Harry Borden)‏ هو مصور أمريكي، ولد في 1965 في نيويورك في الولايات المتحدة.

## وصلات خارجية
- الموقع الرسمي